# Haydée Tamzali
Haydée Tamzali (àrab: هايدي تمزالي, Hāydī Tamzālī), nascuda Haydée Chikly (àrab: هايدي شيكلي, Hāydī Xīklī) (Tunis, 23 d'agost de 1906 - 20 d'agost de 1998), va ser una actriu, escriptora i directora de cinema tunisiana. És considerada la primera actriu del món àrab.
Era filla del cineasta tunisià jueu Albert Samama-Chikli i de Bianca Ferrero, una italiana nascuda a Savoia. L'avi patern de Tamzali, David Samama, era un banquer del bei que va establir la institució que després es convertiria en el Banc de Tunísia.
Haydée Tamzali va interpretar el seu primer paper en 1921 en la primera pel·lícula dirigida pel seu pare, Zohra, on va exercir de protagonista. El curtmetratge, que és considerat la primera pel·lícula de ficció tunisiana, es va projectar per primera vegada al cinema Omnia Pathé de Tunísia el 21 de desembre de 1922.
El director estatunidenc Rex Ingram, llavors a Tunísia per al rodatge de la seva pel·lícula The Arab, es fixa en ella i planteja la possibilitat que interpreti un paper especialment creat per a ella. El pare de Haydée inicialment es nega i després accepta, però no va permetre que la seva filla seguís la seva carrera a Hollywood, amb tot just quinze anys. El 1923, Haydée va protagonitzar una nova pel·lícula del seu pare, La Fille de Carthage, de la qual també va ser guionista i que va ser el primer llargmetratge de Tunísia dirigit per un tunisià.
En 1929 es va casar amb l'algerià Jellil Tamzali i es va traslladar a Algèria, on va continuar escrivint i es va dedicar a obres socials, sent secretària de la Creu Roja i presidenta de la Lliga contra el càncer, com s'indica en la contraportada del seu llibre Images retrouvées. Es va convertir a l'islam i va tenir dos fills.
Més tard va tornar a Tunísia on, durant els anys noranta, va escriure una columna al diari La Presse de Tunisie, on escrivia un conte tots els diumenges. També va publicar un llibre sobre cuina nord-africana amb 444 receptes tunisianes, algerianes i marroquines, incloses 33 receptes diferents de cuscús.
En 1996, Mahmoud Ben Mahmoud va dirigir un curtmetratge de 29 minuts Albert Samama Chikli, aquest meravellós boig filmant amb les seves divertides màquines, en el qual narra la vida del pioner del cinema tunisià, Albert Samama-Chikli, en particular a través d'imatges de les seves dues pel·lícules de ficció i els testimoniatges de Haydée.

## Filmografia (no exhaustiva)
- 1922: Zohra d'Albert Samama-Chikli
- 1923: La Fille de Carthage d'Albert Samama-Chikli
- 1924: The Arab de Rex Ingram
- 1996: Un été à La Goulette de Férid Boughedir